# Natasha Howard
Natasha Howard (Toledo, 2 settembre 1991) è una cestista statunitense, professionista nella WNBA.

## Carriera

### WNBA (2014-)

#### Indiana Fever (2014-2015)
Howard è stata la quinta scelta assoluta del Draft WNBA del 2014, selezionata da Indiana Fever. Al suo debutto in WNBA, il 16 maggio, realizza 16 punti e pareggia il record WNBA di stoppate (6) in una partita d'esordio. Nella partita successiva mette a referto 21 punti, il suo massimo in carriera, tirando 10 su 13 dal campo. Nella sua stagione da rookie gioca tutte e 34 le partite della regular seasone e mantiene una media di 7 punti e 3,1 rimbalzi a partita. Ai play-off gioca in 4 delle 5 partite, segnando un canestro dal campo, 2 tiri liberi e prendendo 3 rimbalzi.
L'anno successivo mantiene una media più bassa sia di punti (4,2) sia di rimbalzi (2,6) e in sole due occasioni raggiunge la doppia cifra di punti: nella sconfitta contro Chicago Sky il 4 agosto, quando realizza 13 punti, e nella vittoria maturata il primo settembre con le Connecticut Sun, quando segna 10 punti. Nonostante ciò, Indiana raggiunge le Finals e perde la serie solo in gara 5: Howard in tutta la serie finale non sbaglia un solo tiro, chiudendo con un 8 su 8 dal campo nelle 5 partite.
Il 2 febbraio 2016 viene ceduta a Minnesota Lynx in cambio di Devereaux Peters.

## Palmarès
- Campionato WNBA: 3

Minnesota Lynx:  2017
Seattle Storm:  2018, 2020
- WNBA Defensive Player of the Year (2019)
- WNBA Most Improved Player (2018)
- All-WNBA First Team (2019)
- 2 volte WNBA All-Defensive First Team (2018, 2019)
- Campionato italiano: 1

Reyer Venezia: 2020-2021